# Catasticta cerberus
Catasticta cerberus är en fjärilsart som beskrevs av Frederick DuCane Godman och Osbert Salvin 1889. Catasticta cerberus ingår i släktet Catasticta och familjen vitfjärilar. Inga underarter finns listade i Catalogue of Life.